# مارتینیانا پو
مارتینیانا پو (به ایتالیایی: Martiniana Po) یک کومونه در ایتالیا است که در استان کونیو واقع شده‌است.

## خصوصیات
مارتینیانا پو ۱۳٫۰ کیلومترمربع مساحت و ۷۶۷ نفر جمعیت دارد و ۴۷۸ متر بالاتر از سطح دریا واقع شده‌است.